# Smolenice
Smolenice (in ungherese Szomolány, in tedesco Smolenitz) è un comune della Slovacchia facente parte del distretto di Trnava, nella regione omonima.
Si trova a 60 km a nord di Bratislava e 25 km a nord ovest di Trnava . Il comune è composto da due parti, Smolenice e Smolenická Nová Ves (ex Neštich). Smolenice è conosciuta principalmente per il suo castello, oggi sede dell'Accademia slovacca delle scienze.

## Attrazioni
- Castello di Smolenice e il parco adiacente.
- Chiesa della Natività di Maria Vergine.
- Tomba di Štefan Banič, inventore del paracadute.
- Museo Molpír.